# Wereldkampioenschap voetbal 2010 (Groep E) Japan-Kameroen
In dit artikel wordt de wedstrijd tussen Japan en Kameroen in Groep E tijdens het wereldkampioenschap voetbal van 2010, die werd gespeeld op 14 juni 2010, nader uitgelicht.

## Wedstrijdgegevens
| Datum                       | 14 juni 2010                  | 14 juni 2010                  |
| Stadion                     | Vrystaatstadion, Bloemfontein | Vrystaatstadion, Bloemfontein |
| Toeschouwers                | 30.620                        | 30.620                        |
| Scheidsrechter              | Olegário Benquerença          | Olegário Benquerença          |
| Assistenten                 | José Cardinal Bertino Miranda | José Cardinal Bertino Miranda |
| Vierde man                  | Óscar Ruiz                    | Óscar Ruiz                    |
| Man van de wedstrijd        | Keisuke Honda                 | Keisuke Honda                 |
|                             | Japan                         | Kameroen                      |
| Doelpunten                  | 1                             | 0                             |
| Gele kaarten                | 1                             | 1                             |
| Rode kaarten                | 0                             | 0                             |
| Schoten op doel             | 5                             | 8                             |
| Schoten naast doel          | 0                             | 4                             |
| Overtredingen               | 20                            | 29                            |
| Hoekschoppen                | 0                             | 3                             |
| Buitenspel                  | 4                             | 2                             |
| Strafschoppen               | 0                             | 0                             |
| Balbezit (%)                | 45                            | 55                            |
| Totale afstand afgelegd (m) | 109.940                       | 102.958                       |

| Japan | 1 – 0        | Kameroen |
| Keisuke Honda 39' | goals        | |
| Takeshi Okada | bondscoach   | Paul Le Guen |
| Eiji Kawashima Yuki Abe Yuichi Komano Marcus Tulio Tanaka Yuto Nagatomo Yasuhito Endo Daisuke Matsui 69' Yoshito Okubo 82' Makoto Hasebe 88' Keisuke Honda Yuji Nakazawa | opstellingen | Hamidou Soulemanou Benoît Assou-Ekotto Nicolas Nkoulou Sebastien Bassong Samuel Eto'o 75' Jean Makoun 75' Eric Choupo-Moting Pierre Webo Eyong Enoh Stéphane M'Bia 63' Joël Matip |
| Shinji Okazaki 69' Kisho Yano 82' Junichi Inamoto 88' | wissels      | 63' Achille Emana 75' Mohammadou Idrissou 75' Geremi Njitap |
| Yuki Abe 90+1' | gele kaarten | 72' Nicolas Nkoulou |
| | rode kaarten | |

## Overzicht van wedstrijden
| Groepswedstrijden | | | |
| Groep A | Groep B | Groep C | Groep D |
| Zuid-Afrika - Mexico Uruguay - Frankrijk Zuid-Afrika - Uruguay Frankrijk - Mexico Mexico - Uruguay Frankrijk - Zuid-Afrika | Zuid-Korea - Griekenland Argentinië - Nigeria Argentinië - Zuid-Korea Griekenland - Nigeria Griekenland - Argentinië Nigeria - Zuid-Korea | Engeland - Verenigde Staten Algerije - Slovenië Slovenië - Verenigde Staten Engeland - Algerije Slovenië - Engeland Verenigde Staten - Algerije | Duitsland - Australië Servië - Ghana Duitsland - Servië Ghana - Australië Australië - Servië Ghana - Duitsland    |
| Groep E | Groep F | Groep G | Groep H |
| Nederland - Denemarken Japan - Kameroen Nederland - Japan Kameroen - Denemarken Kameroen - Nederland Denemarken - Japan    | Italië - Paraguay Nieuw-Zeeland - Slowakije Slowakije - Paraguay Italië - Nieuw-Zeeland Paraguay - Nieuw-Zeeland Slowakije - Italië       | Ivoorkust - Portugal Brazilië - Noord-Korea Brazilië - Ivoorkust Portugal - Noord-Korea Noord-Korea - Ivoorkust Portugal - Brazilië             | Honduras - Chili Spanje - Zwitserland Chili - Zwitserland Spanje - Honduras Chili - Spanje Zwitserland - Honduras |
| Achtste finales | | | |
| Uruguay - Zuid-Korea Verenigde Staten - Ghana                                                                              | Duitsland - Engeland Argentinië - Mexico                                                                                                  | Nederland - Slowakije Brazilië - Chili | Paraguay - Japan Spanje - Portugal                                                                                |
| Kwartfinales | | | |
| Brazilië - Nederland | Uruguay - Ghana | Argentinië - Duitsland | Paraguay - Spanje                                                                                                 |
| Halve finales | | | |
| Nederland - Uruguay | Nederland - Uruguay | Duitsland - Spanje | Duitsland - Spanje                                                                                                |
| Troostfinale | | | |
| Uruguay - Duitsland | | | |
| Finale | | | |
| Spanje - Nederland | | | |